# Alan Newton
Alan Newton   (Stockport, 19 de març de 1931 - 22 de maig de 2023) fou un ciclista britànic, ja retirat, que va córrer durant els anys 50 del segle xx.
Newton s'inicià en el ciclisme el 1946 amb el Manchester Wheelers' Club. El 1952 va prendre part en els Jocs Olímpics de Hèlsinki, en què va guanyar la medalla de bronze en la prova de persecució per equips, formant equip amb Ronald Stretton, Donald Burgess i George Newberry.